# Gina Fasoli
Gina Fasoli   (Bassano del Grappa, 5 de juny de 1905 - Bolonya, 1992) va ser una historiadora italiana. Es va convertir en la primera dona a ocupar una càtedra d'Història Medieval a Itàlia.

## Trajectòria
Gina Fasoli va néixer en Bassano (Itàlia), en una família amb tradicions burgeses i acadèmiques. El seu pare, Arturo Fasoli, era enginyer civil i va morir quan Gina tenia només un any. Va ser criada en un entorn que valorava l'educació i el pensament independent, la qual cosa va influir profundament en el seu desenvolupament intel·lectual.
Acabats els seus estudis de batxillerat en el Liceu Classico Minghetti de Bolonya, l'any 1922, a l'edat de disset anys, es va matricular en la Facultat de Lletres de la Universitat de Bolonya, on es va especialitzar en història medieval, influenciada per figures històriques locals com Ezzelino da Romano. Durant la seva carrera, Fasoli es va destacar pel seu enfocament en la història dels municipis medievals italians i va ser pionera en l'estudi de la legislació antimagnat. Es va doctorar l'any 1926 amb una tesi sobre els estatuts inèdits del municipi de Bassano, dirigida pel paleògraf Pietro Torelli, que va marcar el començament de la seva carrera en la historiografia medieval.
Després de graduar-se, va ser alumna de Luigi Simeoni, que al 1927 ocupà a la càtedra d'història medieval i moderna de la Universitat de Bolonya. Després d'obtenir el seu títol, va treballar en l'Arxiu Estatal de Bolonya i va publicar estudis fonamentals sobre la història municipal de la ciutat i la relació entre les ciutats i els seus territoris.
Fasoli va ser professora universitària des de l'any 1940, i la primera dona italiana a ocupar una càtedra d'Història Medieval a Itàlia. Primer, va ser professora en la Universitat de Bolonya i després es va traslladar a la Universitat de Catània, on va conèixer a la historiadora i etnòloga Carmelina Naselli, professora d'Història de les tradicions populars a Catània. Aquest encontre va ser fonamental en la manera d'aproximar-se a les fonts tenint compte dades antropològiques, llegendes populars, costums i motivacions històriques. L'any 1957 va tornar a Bolonya per a ensenyar en la Facultat de Magisteri, on va ser nomenada professora emèrita l'any 1981.
Es va ocupar principalment de l'època medieval, amb interessos historiogràfics que se centraven en la societat feudal, els llombards i la història de les ciutats. Va contribuir significativament a la història urbana i va participar activament en comissions històriques internacionals.

## Reconeixements
L'any 1980 va rebre el Premi de cultura de la ciutat de Bassano. En 1987 va rebre el Archiginnasio d'Or atorgat per l'ajuntament de Bolonya. En 1989, va rebre el premi del Grup Austríac de Treball per a la Recerca de la Història Urbana (Osterreichischer Arbeitskreis für Stadtgeschichte) de Linz.
L'any 2020, s'inclogué dins del projecte “Mujeres Investigadoras en los Archivos Estatales (1900-1970)” per a la descripció arxivística i per a la creació d'un microlloc específic al Portal d'Arxius Espanyols (PARES), desenvolupat entre els anys 2020 i 2023. Aquest projecte ha estat impulsat per la Subdirecció General d'Arxius Estatals, amb l'objectiu de visibilitzar la tasca d'investigació realitzada a Espanya per dones en l'interval 1900-1970 a partir dels registres documentals que es conserven als Arxius de Gestió dels Arxius Espanyols del Ministeri de Cultura (l'Arxiu Històric Nacional, l'Arxiu de la Corona d'Aragó, l'Arxiu General de Simancas, l'Arxiu General d'Índies, l'arxiu de la Reial Cancelleria de Valladolid, l'Arxiu General de l'Administració i el Centre d'Informació Documental d'Arxius).

## Obra
- (amb Pietro Sella) Statuti di Bologna dell'anno 1288 (Vol. 1-2), Città del Vaticà 1937-39;
- Le incursioni ungare in Europa nel sec. 10è, 1945;
- I re d'Itàlia (888-962), 1949;
- Pelat feudale europeu, en Ernesto Pontieri (editor), Storia Universale Vallardi (direz. Ernesto Pontieri), 1959;
- Introduzione al feudalesimo italià, 1959;
- Città e sovrani, 1963;
- (a cura de), Studi ezzeliniani, Roma, 1963;
- I Longobardi in Itàlia, 1965;
- Re Enzo tra storia e leggenda, in AA.VV., Studi in onore di Carmelina Naselli, II, Catània 1968;
- (amb Francesca Bocchi), 'La città medievale italiana, Firenze, Sansoni, 1973;
- Scritti di storia medievale, Bologna, 1974;
- (curadora) Stefaniana: contributi per la storia del complesso di S. Stefano in Bologna, Bologna, Deputazione di storia pàtria, 1985.